# チャイナデイリー
チャイナデイリー（英語: China Daily、中国語: 中国日报）は、中華人民共和国の中国共産党中央宣伝部が保有する英字日刊紙である。

## 概要
チャイナデイリーは、中国の英字新聞の中で最も発行部数が多い。本社と編集部は北京市朝陽区にある。中国のほとんどの主要都市と、ニューヨーク、ワシントンD.C.、ロンドン、カトマンズなど国外の主要都市に支局を置いている。また、アメリカ合衆国、香港、ヨーロッパのサテライトオフィスでも発行されている。チャイナデイリーは、チャイナ・ウォッチ(China Watch)という別冊付録のような折込広告を制作しており、『ニューヨーク・タイムズ』、『ウォール・ストリート・ジャーナル』、『ワシントン・ポスト』などの新聞にはさみ込まれて配布されている。日本では、2016年8月から毎日新聞が「チャイナ・ウオッチ」の配布を行っている。
中国国内で発行される『チャイナデイリー』は、主に外交官、外国人駐在員、観光客、そして英語を上達させたい中国人を購読対象としている。中国版では、中国国際放送の番組表、為替レート、地元のエンターテインメントのスケジュールなども掲載されている。また、中国政府の政策や中国共産党の立場を知るためのガイドとしても利用されている。学者のフォーク・ハーティグは、この新聞を「中国のパブリック・ディプロマシーの道具」と表現している。
同紙の編集方針は、他の中国の報道機関よりも若干リベラルであると言われている。1989年の六四天安門事件についての報道は肯定的だった。2002年から2004年にかけてのSARS流行に関する同紙の報道は、『人民日報』よりも批判的で事実に基づいたものであり、称賛的なものではなかったと報告されている。ウプサラ大学が2018年に行った談話分析によると、習近平が中国共産党総書記（最高指導者）に就任する前の同紙の記事の多くは、自国を特殊な民主主義国家として描いており、（香港での）普通選挙の実施や草の根選挙などの民主的な理想を支持していることもあったという。しかし、就任後は、民主主義に否定的な論調が増え、アメリカ合衆国をはじめとする西側諸国の民主主義の「悪徳」を紹介する記事が中心となった。

### 編集権限
学者たちは、同紙は中国共産党中央宣伝部によって実質的にコントロールされていると述べている。同紙は、思想的に『人民日報』と似たような視点を採用する傾向がある。2014年の年次報告書によると、同紙は1991年に中央宣伝部が設立した国務院新聞弁公室(SCIO)によって正式に管理されている。SCIOは、同紙のジャーナリストや編集者と、何を掲載すべきかについて定期的に会議を開いている。同紙の元編集者は、自分の役割を「不用意に戦争を引き起こすことなく、プロパガンダが英語として読めるように調整すること」と説明している。ジャーナリストのマイケル・オッテイは、同紙で働いていた時のことを「ほとんど広報会社で働いているようなものだ。それは本当の意味での誠実なジャーナリズムではなかった。『中国政府にいい顔をさせよう』という感じだった」と述べた。

## 歴史
『チャイナデイリー』は、1か月間の試行の後に1981年6月1日に正式に創刊した。初代社長は江牧岳、初代編集長は劉尊棋だった。1949年の中華人民共和国成立以降初の、中国全土で発行される日刊英字新聞だった。当初の発行部数は2万2千部だったが、翌年には6万5千部に達した。1982年7月には、アメリカ、イギリス、オーストラリアでの発行を計画していた。当初は、英語を話せるジャーナリストの確保に苦労した。同紙は当時の他の中国の新聞とは一線を画しており、内容、スタイル、組織構造の全てが「西洋式の新聞」だった。
同紙は1983年に北米版の配信を開始した。1983年に、アメリカ合衆国司法省から中国政府を代弁する広報活動を行う外国代理人であると認定され、「外国代理人登録法」(FARA)に基づく登録が義務付けられている。
同紙は1996年にオンライン版を、1997年に香港版を創刊した。2006年までに30万部の発行部数が報告されており、そのうち3分の2が中国国内、3分の1が国外だった。2010年、タブロイドサイズの汎アジア版である『チャイナデイリー・アジアウィークリー』を創刊した。
2012年12月、同紙はケニアの首都ナイロビで発行されるアフリカ版を創刊した。これは、アフリカ人とアフリカに住む中国人の同紙の読者層を拡大し、アフリカにおける中国の利益を紹介することを目的としていた。
2015年、同紙はピーター・ヘスラーが執筆したとする論説を捏造して発表した。捏造された論説は、ヘスラーが行ったインタビューの記録の一部と、インタビューを受けた別の人物のコメント、そして完全に捏造された部分を組み合わせたもので、ヘスラーの許可なくヘスラーの署名入り記事として掲載された。この論説には、中国を賞賛する作り話が含まれており、ヘスラー自身の言葉を文脈を無視して別の意味で使用していた。この論説は中国共産党の論点を繰り返しており、同紙は後に英語版の論説を削除したものの、撤回することは拒否した。2018年にはダボス市長タージシウス・カヴィーゼルの発言を捏造した。2020年9月、インド外務省は、チャイナデイリーによるコメントが国家安全保障補佐官アジット・ドヴァルのものと誤認されているとの声明を発表した。
2020年2月、アメリカの連邦議会のグループは、外国代理人登録法違反の疑いでチャイナデイリーを調査するようアメリカ司法省に要請した。同月末、アメリカ国務省は、チャイナデイリーを含むいくつかの中国国営メディアを、中国共産党が所有または支配する在外公館に指定した。

## 評価

### 全般
1982年、ジョン・ローレンスは『オーストラリアン・ジャーナル・オブ・チャイニーズ・アフェアーズ』に、チャイナデイリーは「チャイナ・ウォッチャーにとって必須の読み物」であると書いた。ローレンスは、「いくつかの国の出来事を選択的に報道しているところに偏りが見られる」としながらも、その他の国際ニュースの報道はより公平であり、中国国内のニュースは「広く報道されている」が、「ときには無批判に報道されている」と述べている。
シェフィールド大学のリリー・チェン教授は2004年の学術論文の中で、チャイナデイリーは「本質的に公的資金で運営されている政府の代弁者」であると述べている。ジュディ・ポルンバウムは『バークシャー中国事典』（2009年）の中で、「チャイナデイリーを単に代弁者として定義することには抵抗がある」と述べており、「空想的ではあるが独特の地位」を持っているとしている。セント・トーマス大学のジュアン・リーは、2009年にチャイナデイリーを「中国で最も影響力のある英字全国紙」と呼んだ。
『ニューヨーク・タイムズ』紙は、アメリカの新聞に掲載されたチャイナデイリーの折込広告「チャイナ・ウォッチ」について、「共産党のレンズを通して屈折させた世界情勢について、平凡ではあるが有益な見解を提供している」と書いている。批判を受けて、『ニューヨーク・タイムズ』、『ワシントン・ポスト』、『デイリー・テレグラフ』およびデジタルメディアのナイン・エンタテインメントは、「チャイナ・ウォッチ」の掲載を中止した。

### 偽情報疑惑
非政府組織「国境なき記者団」は、チャイナデイリーが検閲とプロパガンダに関与していると非難している。『ニューヨーク・タイムズ』、NPR、クオーツ、バズフィード・ニュースなどのメディアも、チャイナデイリーが2019年-2020年香港民主化デモに関連する偽情報を発信したという記事を掲載している。2019年9月、チャイナデイリーのFacebook公式アカウントは、香港のデモ参加者が同年9月11日にテロ攻撃を開始する予定であると述べた。
2020年5月、CNNや『フィナンシャル・タイムズ』などのメディアは、欧州連合の大使が執筆した意見書からCOVID-19パンデミックの起源についての言及を、チャイナデイリーが検閲したと報じた。2021年1月、チャイナデイリーは、ノルウェーでの死亡例はファイザー・バイオンテック社のワクチンが原因だという誤った内容の記事を掲載した。2021年4月、欧州対外行動局は報告書を発表し、チャイナデイリーやその他の中国国営メディアは、COVID-19ワクチンの潜在的な副反応を選択的に強調し、文脈上の情報や進行中の研究を無視して、「欧米のワクチンは安全ではない」と紹介していると指摘した。2021年10月、ジャーマン・マーシャル財団は、チャイナデイリーはCOVID-19の起源に関する陰謀論を広めている中国国営メディアの一つであると報告した。

### イスラム教徒の描写
2019年の批判的言説分析により、チャイナデイリーは中国のイスラム教徒を「政府の介入によって利益を得る従順で依存的な中国市民」として描いていることがわかった。2021年1月、チャイナデイリーは、中国社会科学院の報告書を賞賛し、新疆での中国政府の政策がウイグル人女性の心を「解放」し、彼女たちが「もはや子作りマシーンではない」とする記事を掲載した。この記事は、ウイグル人大量虐殺のための生殖政策を正当化するものだと非難され、Twitter社に対して記事へのリンクを削除するよう求める声が上がった。Twitter社は、在米中国大使館の公式アカウントによるチャイナデイリーの記事の再投稿を削除し、その後、「ある人種の人間性抹殺」に対するポリシーに反するとして、同アカウントを停止した。